# Furcifer labordi
Furcifer labordi là một loài thằn lằn trong họ Chamaeleonidae. Loài này được Grandidier mô tả khoa học đầu tiên năm 1872.
Đây là loài đặc hữu của Madagascar. Tên cụ thể, labordi, để vinh danh nhà thám hiểm người Pháp Jean Laborde. 
Furcifer labordi gắn liền với những khu rừng có gai và rụng lá ở các vùng phía tây nam của Madagascar.